# آرمور
آرمور (بالإنجليزية: ARMOR)‏ مجلة عسكرية أمريكية متخصصة في حرب المدرعات تصدر عن قيادة الدروع بالجيش الأمريكي في فورت نوكس بولاية كنتاكي الأمريكية مرة كل شهرين، تعد مجلة آرمور أحد أقدم النشريات الأمريكية إذ يرجع تاريخ أول طبعاتها إلى العام 1888.